# جون فريمونت بيرنهام
جون فريمونت بيرنهام هو سياسي أمريكي، (و. 1856  م). نشط حزبياً في الحزب الجمهوري. وقد انتخب عضو جمعية ولاية ويسكونسن ‏.